# 杉山真太郎
杉山 真太郎（すぎやま しんたろう、1930年2月3日 - 1998年9月3日）は、日本のナレーター、TBSアナウンサー第2期生。緑山スタジオ・シティ制作部長。東京都府中市出身。

## 略歴
1953年2月、TBSアナウンサー第2期生として入社、主に音楽番組、DJ、報道番組、朗読、インタビュアーを担当。1968年9月、ニッカウヰスキーで第8回ACC・CMフェスティバルグランプリを受賞。1985年7月、TBSを定年退職。1985年8月、緑山スタジオ・シティ。1986年、ナレーターとして活動。1998年9月3日午後0時12分に腎臓癌のため死去。68歳没。

## 人物
1959年、皇太子成婚のレポートで有名になる。1965年2月、テレビ編成局編成部番組宣伝課に異動、アナウンス職を離れる。TBSを定年退職後の1985年8月に緑山スタジオ・シティ製作業務部に移り、番組宣伝に専念。その後制作部長を経て、1990年10月放送の『水戸黄門 第20部』より芥川隆行に代わって『ナショナル劇場』の2代目ナレーターとして、1996年の『大岡越前 第14部』まで6年間活躍した。

## 活動リスト

### ナレーター
- 泣いてたまるか
- これが世界だ（1961年、TBSテレビ）[4][5]
- 水戸黄門第20部 - 第24部
- 大岡越前第12部 - 第14部
- 江戸を斬るVIII
- 水戸黄門外伝 かげろう忍法帖
- ああ硫黄島（1974年、TBSテレビ『日曜ワイドスペシャル』）

### 出演番組
- 映画音楽（1957年、TBSラジオ）[4][5]
- 東芝ジュークボックス（1958年、TBSラジオ）[4][5]
- 音楽の散歩道（TBSラジオ）[4][5]
- ミュージック・ハイウェイ（1959年、TBSラジオ）月 - 土曜担当[5][8][9]
- 20世紀の記録（1962年、TBSテレビ）[4][5]
- ここに日本が（1964年、TBSテレビ）[4][5]
- カリフォルニアの日系農家（1966年、TBSテレビ）[5]
- おんなは一生懸命 第十八回（1987年、TBSテレビ）記者発表の司会役